# Nephila constricta
Nephila constricta är en spindelart som beskrevs av Karsch 1879. Nephila constricta ingår i släktet Nephila och familjen Nephilidae. Inga underarter finns listade i Catalogue of Life.